# Мстислав Ростропович
Мстислав Леополдович Ростропович  (27. март 1927 – 27. април 2007) био је совјетски и руски виолончелиста и диригент. Многи га сматрају највећим виолончелистом 20. века. Поред својих интерпретација и технике, био је познат и по инспирисању и наручивању нових дела, која су проширила репертоар виолончела више него било који виолончелиста пре или после. Он је инспирисао и премијерно извео преко 100 комада, стварајући дугогодишња пријатељства и уметничка партнерства са композиторима укључујући Дмитрија Шостаковича, Сергеја Прокофјева, Анрија Дутијеа, Витолда Лутославског, Оливијеа Месијана, Лучана Берија, Кшиштофа Пендерецког, Алфреда Шниткеа, Норберта Морета, Андреаса Макриса, Леонард Бернштајна, Арама Хачатурјана и Бенџамина Бритна.
Ростропович је био међународно признат као непоколебљиви заговорник људских права и добио је награду Међународне лиге за људска права 1974. Био је ожењен сопраном Галином Вишњевскајом и имао је две ћерке, Олгу и Елену Ростропович.

## Младост
Мстислав Ростропович је рођен у Бакуу, Азербејџанска ССР, од родитеља који су се доселили из Оренбурга: Леополда Витолдовича Ростроповича, реномираног виолончелисте и бившег ученика Пабла Касалса и Софије Николајевне Федотове-Ростропович, талентоване пијанисткиње. Мстиславов отац (1892–1942) рођен је у Вороњежу од родитеља Витолда Ростроповича, композитора пољског племићког порекла, и Матилде Ростропович, рођене Пуле, белоруског порекла. Пољски део његове породице носио је грб Богорије, који се налазио у породичној палати у Скотникију.
Мстиславова мајка Софија, руског порекла, је била ћерка музичара. Њена старија сестра Надежда се удала за виолончелисту Семјона Козолупова, који је тако постао теча Ростроповичу.
Ростропович је одрастао у Бакуу и тамо је провео младост. Током Другог светског рата његова породица се вратила у Оренбург, а затим 1943. године у Москву. Са четири године, Ростропович је научио да свира клавир са својом мајком. Почео је да се бави виолончелом са 10 година са својим оцем.
Године 1943, са 16 година, уписао је Московски конзерваторијум, где је учио виолончело код свог тече Семјона Козолупова, а клавир, дириговање и композицију код Висариона Шебалина. Међу његовим учитељима био је и Дмитриј Шостакович. Године 1945. постао је истакнут као виолончелиста када је освојио златну медаљу на првом такмичењу младих музичара у Совјетском Савезу. Дипломирао је на Конзерваторијуму 1948. године, а тамо је постао професор виолончела 1956. године.

## Први концерти
Ростропович је одржао свој први концерт за виолончело 1942. године. Добитник је првих награда на међународним музичким такмичењима у Прагу и Будимпешти 1947, 1949. и 1950. године. Године 1950, са 23 године, добио је Стаљинову награду, која се тада сматрала највишим одличјем у Совјетском Савезу. У то време, Ростропович је већ био познат у својој земљи и док се активно бавио соло каријером, предавао је на Лењинградском (Санкт Петербуршком) конзерваторијуму и Московском конзерваторијуму. Године 1955. оженио се Галином Вишњевскајом, водећим сопраном Бољшој театра.
Ростропович је имао пословне односе са совјетским композиторима тог доба. Године 1949. Сергеј Прокофјев је написао своју Сонату за виолончело у Ц, оп. 119, за 22-годишњег Ростроповича, која је први пут изведена 1950. године, са Свјатославом Рихтером. Прокофјев му је посветио и свој Симфонијски концерт; ово је премијерно изведено 1952. Ростропович и Дмитриј Кабалевски завршили су Прокофјевљев Кончертино за виолончело након композиторове смрти. Дмитриј Шостакович је написао и свој први и други концерт за виолончело за Ростроповича.
Његова међународна каријера започела је 1963. на Конзерваторијуму у Лијежу (са Кирилом Кондрашином ) и 1964. у Западној Немачкој.
Ростропович је отишао на неколико турнеја по западној Европи и упознао неколико композитора, укључујући Бенџамина Бритна, који је Ростроповичу посветио своју сонату за виолончело, три соло свите и своју Симфонију за виолончело. Ростропович их је први извео, а њих двојица су имали очигледно посебан афинитет – Ростроповичева породица га је описала као „увек насмејаног“ када се причало о „Бену“, а на самрти је рекао верује да ће се поново сјединити на небу. Бритн је био познат и као пијаниста и заједно су снимили, између осталих дела, Шубертову Сонату за арпеђоне и клавир у а-молу. Његова ћерка је тврдила да је овај снимак дирао њеног оца до суза радосница чак и на самрти.
Ростропович је такође имао дугогодишње уметничко партнерство са Хенријем Дутијеом (Tout un monde lointain... за виолончело и оркестар, Trois strophes sur le nom de Sacher за соло виолончело), Витолдом Лутославским (Концерт за виолончело, Сахер-варијација за соло виолончело), Кшиштофом Пендерецким (концерт за виолончело бр. 2, Ларго за виолончело и оркестар, Пер Слава за соло виолончело, секстет за клавир, кларинет, хорну, виолину, виолу и виолончело), Лучаном Бериом (Ritorno degli snovidenia за виолончело и тридесет инструмената, Les mots sont allés... за соло виолончело) као и Оливијеом Месијаном (Concert à quatre за клавир, виолончело, обоу, флауту и оркестар).
Ростропович је узимао приватне часове дириговања код Леа Гинзбурга  и први пут је јавно дириговао у Горком у новембру 1962, изводећи четири антракта из Лејди Магбет Мценског округа и Шостаковичеву оркестрацију Песме и игре смрти Мусоргског са певањем Вишњевскаје. Године 1967, на позив директора Бољшој театра Михаила Чулакија, дириговао је у Бољшом оперу Евгеније Оњегин Чајковског, чиме је показао своју страст и према улози диригента и према опери.

## Променадни концерти августа 1968
Ростропович је свирао на променадним концертима у Лондону у ноћи 21. августа 1968. Свирао је са Совјетским државним симфонијским оркестром – био је то дебитантски наступ оркестра на концертној вечери. На програму је био Концерт за виолончело у б-молу чешког композитора Антоњина Дворжака и одржан је истог дана када је Варшавски пакт напао Чехословачку да би окончао Прашко пролеће Александра Дупчека. Након наступа, којем је претходио жамор и демонстрације, оркестар и солисту је публика поздравила. Ростропович је стајао и држао диригентску партитуру Дворжака као гест солидарности за композиторову домовину и град Праг.

## Изгнанство
Ростропович се борио за уметност без граница, слободу говора и демократске вредности, што је резултирало узнемиравањем од стране совјетског режима. Рани пример је био 1948. године, када је био студент на Московском конзерваторијуму. Као одговор на декрет од 10. фебруара 1948. о такозваним "формалистичким" композиторима, његов учитељ Дмитриј Шостакович је отпуштен са својих професорских дужности у Лењинграду и Москви; 21-годишњи Ростропович је напустио конзерваторијум, напуштајући га у знак протеста. Ростропович је такође прокријумчарио на Запад рукопис Шостаковичеве Симфоније бр. 13, наглашавајући совјетску равнодушност према масакру у Бабином Јару.
Године 1970. Ростропович је у својој кући склонио Александра Солжењицина, који иначе не би имао где да оде. Његово пријатељство са Солжењицином и његова подршка дисидентима довели су до званичне немилости почетком 1970-их. Као резултат тога, Ростроповичу је забрањено да путује у иностранство, као и његовој супрузи, сопрану Галини Вишневскаји, а његови наступи у Москви су били смањени, као и наступи у великим градовима као што су Лењинград и Кијев.
Ростропович је напустио Совјетски Савез 1974. године са супругом и децом и настанио се у Сједињеним Државама. Било му је забрањено да путује у домовину са страним оркестрима, а совјетско руководство је 1977. године наложило музичарима из совјетског блока да не учествују на међународном такмичењу које је он организовао. Године 1978. Ростроповичу је одузето совјетско држављанство због његовог јавног противљења ограничавању културних слобода од стране Совјетског Савеза. У Совјетски Савез ће се вратити тек 1990.

## Даља каријера
Ростропович је 17. децембра 1988. одржао специјални концерт у Барбикан холу у Лондону, након што је одложио пут у Индију, због програма за помоћ пострадалима у земљотресу у Јерменији. Догађај је био део напора под називом Музичари за Јерменију, за који се очекивало да ће прикупити више од 450.000 долара од донација широм света, укључујући поклоне музичара, приход од концерта и права на филм и снимање. Принц Чарлс и принцеза од Велса присуствовали су концерту у распроданој концертној дворани са 2.026 места.
Дана 7. фебруара 1989. године, Јерменско хуманитарно друштво и Волонтерска техничка помоћ (ВТА) организовали су концерт виолончела за жртве земљотреса у Спитаку. На концерту је Ростропович свирао свој омиљени репертоар за виолончело, укључујући Дворжаков Концерт за виолончело у б-молу; Хајднов концерт за виолончело у Ц и Д; Симфонију-концерт Прокофјева; два Шостаковичева концерта за виолончело и др. Вече са Ростроповичем подигло је свест и помогло стотинама жртава земљотреса. Концерт је одржан у Кенеди центру и присуствовало је преко 2.300 људи.
Од 1977. до 1994. био је музички директор и диригент америчког Националног симфонијског оркестра у Вашингтону, док је још увек наступао са неким од најпознатијих музичара као што су Марта Аргерич, Свјатослав Рихтер и Владимир Хоровиц. Такође је био директор и оснивач Међународног фестивала Мстислав Ростропович у Бакуу и био је редован извођач на Алдебург фестивалу у Великој Британији.
Његов импровизовани наступ током пада Берлинског зида како су се догађаји одвијали извештаван је широм света. Совјетско држављанство му је враћено 1990. године. Када су у августу 1991. емитовани снимци вести о тенковима на улицама Москве, Ростропович је одговорио карактеристично храбрим, наглим и патриотским гестом: купио је авионску карту за Јапан на лету који је стао у Москви, договорио се о изласку из аеродрома и отишао да се придружи Борису Јељцину у нади да би његова слава могла донекле утицати на шансе за улазак тенкова . Ростропович је подржавао Јељцина током уставне кризе 1993. и дириговао је Националним симфонијским оркестром на Црвеном тргу на врхунцу обрачуна.
Године 1993. имао је кључну улогу у оснивању Кронберг академије и био је покровитељ до своје смрти. Наручио је Родиону Шчедрину да компонује оперу Лолита и дириговао је на њеној премијери 1994. године у Краљевској шведској опери. Ростропович је добио многе међународне награде, укључујући француску Легију части и почасне докторате многих међународних универзитета. Био је активиста, борио се за слободу изражавања у уметности и политици. Као амбасадор Унеска, подржао је многе образовне и културне пројекте. Ростропович је неколико пута наступао у Мадриду и био је близак пријатељ шпанске краљице Софије.
Са супругом Галином Вишневскајом основао је Фондацију Ростропович-Вишњевскаја, јавно подржану непрофитну организацију 501(ц)(3) са седиштем у Вашингтону, 1991. године, како би побољшао здравље и будућност деце у бившем Совјетском Савезу. Спомен музеј куће Ростроповича отворен је 4. марта 2002. у Бакуу. Пар је повремено посећивао Азербејџан. Ростропович је такође одржао мајсторске курсеве виолончела на Државном конзерваторијуму Азербејџана. Заједно су формирали вредну уметничку колекцију. У септембру 2007. године, када је требало да буде продата на аукцији Сотбиса у Лондону и распршена, руски милијардер Алишер Усманов је иступио и преговарао о куповини свих 450 лотова како би колекцију одржао заједно и донео је у Русију као спомен на сећање великог виолончелисте. Christie's је известио да је купац платио "знатно већу" суму од процењене пре продаје од 20 милиона фунти.
Године 2006. приказан је у документарном филму Александра Сокурова Елегија живота: Ростропович, Вишњевскаја.

## Каснији живот
Ростроповичево здравље се погоршало 2006. године, а Чикаго Трибјун је објавио гласине о неодређеној операцији у Женеви и каснијем лечењу за оно што је пријављено као погоршани чир. Руски председник Владимир Путин посетио је Ростроповича како би разговарао о детаљима прославе коју је Кремљ планирао за 27. март 2007, Ростроповичев 80. рођендан. Ростропович је присуствовао прослави, иако је био наводно слабог здравља.
Иако је Ростроповичев последњи дом био у Паризу, он је имао резиденције у Москви, Санкт Петербургу, Лондону, Лозани и Џорданвилу у Њујорку. Ростропович је примљен у болницу у Паризу крајем јануара 2007, али је потом одлучио да одлети у Москву, где је био на лечењу. Дана 6. фебруара 2007, 79-годишњи Ростропович је примљен у болницу у Москви. Упитана да ли постоји озбиљан разлог за забринутост због његовог здравља, његова секретарица у Москви, Наталија Долежале је рекла: „Не, тренутно нема никаквог разлога.“ Она је одбила да прецизира природу његове болести. Кремљ је саопштио да је председник Путин посетио музичара у понедељак у болници, што је подстакло спекулације да је он у тешком стању. Долежале је рекла да је разлог посете био разговар о аранжманима за обележавање Ростроповичевог 80. рођендана. Путин је 27. марта 2007. издао изјаву у којој је хвалио Ростроповича.
Поново је ушао у руски центар за истраживање рака Блохин 7. априла 2007, где је лечен од рака црева. Умро је 27. априла.
Ростроповичово тело је 28. априла лежало у отвореном ковчегу на Московском конзерваторијуму  где је некада студирао, а затим је пребачено у Храм Христа Спаситеља. Хиљаде ожалошћених, укључујући Путина, опростиле су се. Шпанска краљица Софија, прва дама Француске Бернадет Ширак и председник Азербејџана, где је рођен Ростропович, Илхам Алијев, као и Наина Јељцина, удовица Бориса Јељцина, били су међу присутнима на сахрани 29. априла. Ростропович је сахрањен на Новодевичјем гробљу, истом гробљу где је четири дана раније сахрањен његов пријатељ Борис Јељцин.

## Утицаји
Ростропович је имао огроман утицај на млађу генерацију виолончелиста. Многи су отворено признали свој дуг његовом примеру. У Дејли Телеграфу, Џулијан Лојд Вебер га је назвао „вероватно највећим виолончелистом свих времена“.
Ростропович је наручио или је добио композиције многих композитора укључујући Дмитрија Шостаковича, Сергеја Прокофјева, Бенџамина Бритна, Анрија Дутијеа, Оливијеа Месијана, Андреја Жоливеа, Витолда Лутославског, Лучана Берија, Кшиштофа Пендерецког, Леонарда Бернстајна, Алфреда Шниткеа, Арама Хачатуријана, Астора Пјацоле, Андреас Макриса, Софије Губајдулине, Артура Блиса, Колина Метјуза и Лопеса Граса. Његове наруџбине нових дела прошириле су репертоар виолончела више него било који претходни виолончелиста: премијерно је извео 117 композиција.
Ростропович је такође познат по својим интерпретацијама стандардних репертоарских дела, укључујући Дворжаков Концерт за виолончело у б-молу.
Између 1997. и 2001. био је блиско укључен у развој и тестирање BACH гудала, то је закривљени лук који је дизајнирао виолончелиста Михаел Бах. 2001. године позвао је Михаела Баха на презентацију његовог BACH гудала Паризу (7. Concours de violoncelle Rostropovitch). У јулу 2011, град Москва је објавио планове за подизање статуе Ростроповича на централном тргу , а статуа је откривена у марту 2012. .
Такође је био изразито великодушан дух. Сеиџи Озава преноси анегдоту: "чувши за смрт ћерке свог пријатеља сумо рвача Чијонофуџија, Ростропович је ненајављено одлетео у Токио, сат и по се возио таксијем до Чијонофуџијеве куће и напољу свирао своју Бахову сарабанду, као свој гест саосећања — затим се вратио у такси и на аеродром да одлети назад у Европу".
Ростропович је укључен у Руско-америчку комору славних Конгреса руских Американаца, која је посвећена руским имигрантима који су дали изузетан допринос америчкој науци или култури.

## Награде и признања
Ростропович је током живота добио око 50 награда Русије, Азербејџана, Аргентине, Француске, Данске, Шпаније...

### Почасна држављанства
- Почасни грађанин Оренбурга, Русија (1993)
- Почасни грађанин Вилњуса, Литванија (2000)

### Почасне дипломе
- Почасни доктор, Универзитет Британске Колумбије (1984)
- Laurea ad honorem на Универзитету у Болоњи за политичке науке (2006)

### Такмичарске награде
- Награда Греми за најбоље извођење камерне музике (1984): Мстислав Ростропович и Рудолф Серкин за Брамса: Соната за виолончело и клавир у е-молу, оп. 38 и Соната у Ф, оп. 99